# Катарина Арсић
Катарина Арсић (1987) српска је позоришна и телевизијска глумица.

## Биографија
Катарина Арсић рођена је 1987. године, а глуму је дипломирала на нишком департману Интернационалног Универзитета у Новом Пазару, у класи професора Ирфана Менсура. Награђена је за најбољу женску улогу на Интернационалном фестивалу балканског театра у Приштини 2010. године, за улогу Мале у дипломској представи Примадона.
Остварила је више улога у нишком Народном позоришту, док је сама режирала дечју представу Цар Константин 2013. године. У склопу пројекта Институције Србије у Великом рату, играла је у више документарних филмова у продукцији Радио-телевизије Србије. На свечаности поводом обележавања 20 година од НАТО бомбардовања Савезне Републике Југославије, Катарина Арсић је са неколико колега извела представу на отвореном, у којој је тумачила лик труднице.

## Филмографија
| Год.  | Назив                             | Улога |
| ----- | --------------------------------- | ----- |
| 2015. | Институције Србије у Великом рату |       |

## Позоришне улоге
| Позориште             | Наслов                                     | Редитељ                | Улога                        |
| --------------------- | ------------------------------------------ | ---------------------- | ---------------------------- |
| Народно позориште Ниш | Путујуће позориште Шопаловић               | Татјана Мандић Ригонат |                              |
| Народно позориште Ниш | Ниш екс_прес                               | Сашо Миленковски       |                              |
| Народно позориште Ниш | 12 гневних жена                            | Иван Вуковић           | Поротница 2                  |
| Народно позориште Ниш | Цигани лете у небо                         | Десимир Станојевић     | Русалина – сестра Зобарова   |
| Народно позориште Ниш | Госпођа министарка                         | Душан Јовановић        | Дарка, кћи                   |
| Народно позориште Ниш | Месец дана на селу                         | Сергеј Морозов         | Вера штићеница               |
| Народно позориште Ниш | Деветстопетнаеста, трагедија једног народа | Милан Нешковић         |                              |
| Народно позориште Ниш | На чистини                                 | Душан Петровић         | ЗОРА, сељанка                |
| Народно позориште Ниш | Свет                                       | Милица Краљ            | Ана, служавка код Томе       |
| Народно позориште Ниш | Сликарке                                   | Стеван Бодрожа         | Милица, Тетка, Дороти, Мејбл |
| Народно позориште Ниш | Лимунација                                 | Небојша Брадић         |                              |